# Пропп Володимир Якович
Володимир (Герман Вольдемар) Якович Пропп (16 квітня 1895 Санкт-Петербург — 22 серпня 1970, Санкт-Петербург) — російський і радянський вчений, філолог-фольклорист. Є основоположником порівняльно-типологічного методу в фольклористиці, одним з основоположників сучасної теорії тексту. Сучасні структуралісти вважають Володимира Яковича Проппа одним зі своїх попередників.

## Біографія
Народився 16 (28) квітня 1895 року в Санкт-Петербурзі в родині поволзьких німців. Батько — Яків Пилипович Пропп (1858—1919), заможний поволзький селянин, який народився в селі Гуссенбах (нині — село Ліньова (Волгоградська область)).
У 1914—1918 рр. вивчав російську і німецьку філологію на філологічному факультеті в Петроградському університеті. Згодом викладав німецьку мову у вишах Санкт-Петербургу. У роки Першої світової війни добровільно працював в лазареті санітаром, а потім братом милосердя.
Його «Морфологія казки» була опублікована російською мовою в 1928 році Хоча вона стала проривом як у фольклористиці, так і в морфології і мала вплив на Клода Леві-Строса і Ролана Барта, загалом залишалася непоміченою на Заході, доки не була перекладана в 1958 році. Описані в роботі типи персонажів використовуються в медіаосвіті і можуть бути застосовані в дослідженні практично будь-якої історії, хоч у літературі, хоч у театрі, кіно, телесеріалах, іграх і т. ін.
У 1932 році В. Я. Пропп став співробітником Санкт-Петербурзького університету. Після 1938 року він завідував кафедрою фольклору, поки вона не стала частиною кафедри російської літератури. Помер у 1970 році.

## Наукова діяльність
Найвідоміша робота вченого — «Морфологія казки» (Санкт-Петербург, 1928). Пропп виділяє повторювані постійні елементи — функції дійової особи (всього 31), поклавши початок структурно-типологічному вивченню наративу. Робота Проппа мала значний вплив на розвиток структуралістських досліджень міфологічних, фольклорних, літературних текстів.
У роботі «Історичні корені чарівної казки» (Санкт-Петербург, 1946) Пропп розвиває гіпотезу, розроблену Пьєрром Сентівом (псевдонім Еміля Нуррі). Пропп бачить в народних казках нагадування про тотемічні ритуали ініціації. Абсолютно очевидно, що структура казок має характер ініціації. Але вся проблема в тому, щоб з'ясувати, чи описує казка систему обрядів, що відносяться до якої-небудь певної стадії культури, або ж її сценарій ініціації виявляється «уявним», в тому сенсі, що він не пов'язаний з якимось історико-культурним контекстом, але висловлює скоріше позаісторичну архетипову поведінку психіки. Як приклад Пропп звертається до тотемічних ініціацій; цей тип ініціації був категорично недоступний для жінок, але основним персонажем слов'янських казок виявляється якраз жінка: стара відьма, Баба-Яга. Утім, Баба-Яга виступає в ролі посвячуючого-старшого з точки зору гіпотези про обрядове походження казки. А посвячуючий, хоча завжди був чоловіком, мав символічні ознаки обох статей, або навіть тільки жіночі.
Інакше кажучи, в казках немає точного нагадування про яку-небудь певну стадію культури: в них змішуються і стикаються один з одним різні історичні цикли і культурні стилі. Тут збереглися лише зразки поведінки, які могли існувати в багатьох культурних циклах і в різні історичні моменти.
Підтвердженням припущення про походження казок з усних переказів, які оповідаються під час ініціації, слугує схожість мотивів і функцій персонажів у казках найрізноманітніших народів. Крім того, Пропп наводить етнографічні дані, які показують процес розкладання древньої тотемічної релігії і перетворення колись сакральних усних переказів у казки. Розглядаючи етноси, які ще не розлучилися з тотемізмом (і які не мають казок як таких), етноси, які перебувають в процесі його розкладу, і сучасні казки «культурних» народів, Пропп доходить до висновку про єдність походження чарівної казки.
Іншою роботою В. Я. Проппа є монографія «Російські аграрні свята», де автор, на підставі величезного фольклорного матеріалу, вказує на аграрний (землеробський) характер багатьох слов'янських свят і вірувань, таких як Масниця, Семік. Основою для монографії багато в чому послужила праця Дж. Фрейзера «Золота гілка».

## Критика робіт Проппа
Підхід Проппа був критикований за виключення всіх словесних міркувань з аналізу, хоча форма казки майже завжди усна, а також всіх міркувань щодо тону, настрою, характеру, і всього, що відрізняє одну казку від іншої. Одним з найвідоміших критиків Проппа є французький структураліст Клод Леві-Строс, який використовував монографію Проппа про морфологію казки, щоб продемонструвати перевагу структуралістського підходу і недоліки формалістського підходу.